# Juan Usabiaga Lasquívar
Juan Usabiaga Lasquíbar (San Sebastián, 15 de noviembre de 1879-Zaragoza, 12 de junio de 1953) fue un político e ingeniero industrial español. Su segundo apellido a veces figura transcrito como Lasquívar.

## Biografía

### Infancia y estudios
Natural de San Sebastián, donde nació el 15 de noviembre de 1879. Su padre, el ordiziarra Ramón Usabiaga Lejarza, era farmacéutico y regentaba una botica en la ciudad; fue un notorio liberal republicano, diputado provincial, y cofundador en 1885 y segundo director del diario republicano La Voz de Guipúzcoa.
Tras cursar el bachillerato en el Instituto de San Sebastián con brillantes cualificaciones, Juan Usabiaga se licenció en Ciencias Físico-Matemáticas entre 1893 y 1897. En ese mismo año, se matriculó en la Escuela de Ingenieros Industriales de Barcelona, donde terminó la especialidad de Mecánica en 1900. Para ampliar sus estudios en electricidad, su padre lo envió a Suiza; allí estudió por un año en la Escuela Politécnica de Zúrich.

### Actividad industrial y comienzos políticos
Regresado a España, se casó con Margarita Usandizaga en 1904 y trabajó para varias compañías. Empezó como ingeniero en La Papelera Española, en Rentería, donde llegó a mandar la fábrica. Dirigió después la Electra de San Sebastián y, más tarde, la Electra de Viesgo, en Santander, donde proyectó como director gerente el salto de agua de Picos de Europa. Con posterioridad, retornó al País Vasco para emplearse en Villafranca de Oria (actual Ordizia), donde fundó la fábrica de tornillos y remaches Maquinaria Electricidad Reparaciones.
A sus aptitudes empresariales, Usabiaga añadía una vocación política. Iniciado en la alcaldía de Ordizia, fue candidato republicano al Congreso de los Diputados por el distrito de Tolosa en las elecciones generales de 1916. No obstante, no llegó a obtener el 18% de los votos válidos y fue derrotado con un amplio margen por el candidato tradicionalista Esteban Bilbao, al que apoyaba una coalición de liberales, tradicionalistas e integristas. En 1920 lo haría por el de San Sebastián en calidad de liberal independiente, si bien se retiró para no restar votos al también liberal Horacio Azqueta Monasterio.
En 1919 se trasladó a Madrid, donde había ganado por oposición la cátedra de Tecnología Mecánica y Ferrocarriles en la Escuela Central de Ingenieros Industriales (de la que llegaría a ser director en 1931). Publicó Los transportes. La hulla blanca (1918), texto de 84 páginas en el que sostenía, entre otras cosas, lo erróneo de no adoptar para el ferrocarril en España el ancho de vía europeo. Convencido defensor de la energía hidroeléctrica, abogaba además por la construcción de un túnel bajo el canal de la Mancha y otro bajo el estrecho de Gibraltar. Asimismo, era accionista mayoritario de La Voz de Guipúzcoa —fundado, entre otros socios, por su padre Ramón Usabiaga—, en el que escribió sobre temas técnicos. Pese a los escasos datos al respecto, se sabe que también perteneció a la masonería.

### Técnico y liberal en la dictadura
Después del golpe de Estado de 1923 y de acuerdo con la reorganización burocrática y administrativa de la dictadura del general Primo de Rivera, Usabiaga inició su carrera política como miembro de la Asamblea Nacional Consultiva, constituida en octubre de 1927, al obtener un escaño en el apartado de «Representantes de Actividades de la Vida Nacional» en el plebiscito de 1926. No obstante, tras haberlo comunicado ya el 17 de febrero de 1927, renunciaría a su puesto en marzo de 1928, en plenas discusiones sobre el anteproyecto del Estatuto Fundamental de la Monarquía, rechazado por el bloqueo político y una creciente movilización social.

### Diputado republicano
La instauración de la República impulsó la promoción política de Usabiaga. Proclamada en abril de 1931, participaría en las elecciones constituyentes de junio en las listas de la conjunción republicano-socialista como representante del Partido Republicano Radical. Ante la convocatoria, Usabiaga se presentó por la circunscripción de Guipúzcoa en la candidatura de izquierdas formada por el socialista y también masón Enrique de Francisco Jiménez, el republicano José María Amilibia Machimbarrena y el nacionalista vasco Justo Gárate Arriola. Durante la campaña, el periodista Nicolás María de Urgoiti suscitó disensiones al intentar encabezar otra candidatura de izquierdas junto con el abogado Luis Castro Casal; sin embargo, Urgoiti no la presentó en la Junta Provincial del Censo, lo que evitó la escisión. Aunque los votos obtenidos no le proclamarían candidato, fueron suficientes para derrotar a Amilibia y que, finalmente, Usabiaga obtuviera el escaño junto a De Francisco.
Usabiaga logró el acta con 25 743 votos frente a los 25 537 para Enrique de Francisco, ambos por detrás de los integrantes de la coalición católico-fuerista: el nacionalista vasco Jesús María Leizaola (36 465 votos), el independiente y sacerdote Antonio Pildain (36 116), el también independiente Rafael Picavea (35 866) y el tradicionalista Julio de Urquijo (35 087). Como proclamó con entusiasmo La Voz de Guipúzcoa:

Guipúzcoa republicana va a tener dos diputados. Serán los representantes genuinos de la provincia, de la provincia libre, democrática: de la provincia que no quiere quedarse atrás en la marcha progresiva del mundo; de cuanto hay de moderno, de consciente, de europeo en Guipúzcoa.Por esos dos diputados —un republicano y un socialista— abandonaremos las cavernas trogloditas.Y nos pondremos a tono con la marcha de España en el nuevo régimen.El País Vasco ya está redimiéndose. Va a tener más diputados republicanos que nunca. ¡Nueve!Serán la única voz autorizada de la región.
—La Voz de Guipúzcoa en Rodríguez de Coro (1990, p. 299).

El día 20 de junio, el ministro de Hacienda del Gobierno provisional, Indalecio Prieto, lo nombró director de la Fábrica Nacional de Moneda y Timbre.

### Hombre de Gobierno
Con el cambio electoral de noviembre-diciembre de 1933, formó gobierno sobre la base de diversas alianzas el Partido Republicano Radical, al que pertenecía Usabiaga; debido a ello, accedió a diversos cargos públicos durante este segundo bienio republicano. Así, fue presidente del Instituto Nacional de Previsión desde mayo de 1934 a noviembre de 1935, y director general de Enseñanza Profesional y Técnica en 1934. En octubre de 1935, el presidente del Gobierno y ministro de Hacienda, Joaquín Chapaprieta, lo nombró ministro de Agricultura, Industria y Comercio de su nuevo gabinete, pasando a integrar el decimocuarto Gobierno de la República, entre el 29 de octubre y el 14 de diciembre.
Aprobada la Ley de Reforma Agraria de 1 de agosto de 1935, iniciativa del anterior ministro Nicasio Velayos, a Usabiaga le correspondería desarrollarla —como a los ministros restantes hasta febrero de 1936— mediante diversos decretos. El 14 de noviembre, para «estudiar rápidamente una organización definitiva del mercado del trigo», nombró primer comisario general de la recién creada Comisaría Nacional de Trigos a José Larraz, que acababa de publicar su libro sobre el ordenamiento del mercado triguero. Para Larraz, la solución estaba en la Corporación Nacional del Trigo bajo el control del Estado, encargada de crear una red de silos, de declarar el estado de sobreproducción cuando fuere preciso y de centralizar todas las compraventas, las importaciones de trigo y las emisiones de pagarés. Una vez regulado el mercado triguero, se habría solucionado el endémico problema del crédito rural con la organización de un sistema de crédito a corto plazo, para la reanudación del ciclo productivo, resuelto en este caso con la negociación de los pagarés; así se corregía la influencia del intermediario o prestamista, en cuyas redes estaba condenado a caer el agricultor preso de la usura.
Larraz estuvo en el cargo desde el 15 de noviembre al 19 de diciembre, prácticamente hasta la salida de Usabiaga del Ministerio. Chapaprieta explicó en sus memorias que, como ministro de Hacienda, había comprometido «cantidades exorbitantes» —cerca de 200 millones de pesetas— para atender el problema de los trigos antes de la llegada de Larraz. La resolución tal como exigía el nuevo comisario de trigos pasaba por que el Estado adelantase entre 40 y 50 millones de pesetas sobre los ya desembolsados, decisión que no le pareció prudente aprobar, pues prácticamente estaba ya dispuesta su salida del Ejecutivo. Este segundo Gobierno de Chapaprieta se había formado después del escándalo del estraperlo, un caso de corrupción que afectaba al entonces presidente Alejandro Lerroux y su familia. De este modo, el gabinete formado a fines de octubre duró escasamente mes y medio, en este caso por el asunto Nombela, relacionado con indemnizaciones por servicios en las colonias africanas.
En suma, el mes y medio del mandato de Usabiaga coincidió después de los escándalos y las fricciones en la coalición de los partidos de centro-derecha —el Partido Radical, la CEDA, los agrarios y la Lliga Regionalista—, mientras el presidente de la República, Niceto Alcalá-Zamora, buscaba políticos centristas para reemplazar la desgastada imagen de Lerroux.

### Elecciones y retiro
De cara a las elecciones de febrero de 1936, el nuevo presidente y ministro de la Gobernación, Manuel Portela Valladares, vio en Usabiaga una figura idónea sobre la que impulsar su proyecto republicano de centro en Guipúzcoa. La prensa se hizo eco acerca de las especulaciones sobre su integración en una candidatura exclusivamente portelista o su inclusión en la nacionalista, a cambio de algunas concesiones al Partido Nacionalista Vasco. No obstante, ninguna de las alternativas llegó a cuajar. En vísperas de la celebración de los comicios, Usabiaga abandonó la vida pública y su cátedra en la Escuela de Ingenieros Industriales en Barcelona para retirarse a San Sebastián. Pese a ser relativamente joven, con todavía 57 años de edad, su mujer se estaba quedando ciega, y quería atenderla.

### Guerra y dictadura
El golpe militar de julio de 1936 y la subsecuente guerra cimentaron su retirada de la política. Usabiaga vio cómo fallecía su hijo, el alférez Ramón Usabiaga Usandizaga, aviador del bando sublevado muerto en combate, y cómo las autoridades, una vez ocupada San Sebastián el 12 de septiembre, incautaban las instalaciones de La Voz de Guipúzcoa. En adelante, en ellas se editaría La Voz de España, periódico que en 1937 se subtituló Diario de la FET y de las JONS.
Masón y republicano, los últimos años de la vida de Usabiaga fueron discretos, alejado del foco público. Falleció el 12 de junio de 1953 en Zaragoza, ciudad en la que residió durante sus últimos años en compañía de su hija, María Teresa. Cuando sus restos mortales llegaron a San Sebastián, se les deparó un recibimiento multitudinario.